# Chrysiptera traceyi
Chrysiptera traceyi là một loài cá biển thuộc chi Chrysiptera trong họ Cá thia. Loài này được mô tả lần đầu tiên vào năm 1960.

## Từ nguyên
Từ định danh traceyi được đặt theo tên của Joshua I. Tracey (1915 – 2004), nhà địa chất biển của Cục Khảo sát Địa chất Hoa Kỳ.

## Phạm vi phân bố và môi trường sống
C. traceyi được tìm thấy chủ yếu tại một số đảo quốc ở Tây Thái Bình Dương, bao gồm quần đảo Marshall, quần đảo Caroline, quần đảo Mariana và Tonga. Chúng sống trên các rạn viền bờ và trong đầm phá ở độ sâu khoảng 5–40 m.

## Mô tả
Chiều dài lớn nhất được ghi nhận ở C. traceyi là 4,5 cm. Loài này có màu xanh tím, trừ cuống đuôi và một phần thân sau có màu vàng nhạt (gần như trắng), nổi bật với một đốm đen lớn ở gần cuối vây lưng (đốm này lan rộng một phần xuống lưng). Đầu và vảy trên thân có các đốm và vạch màu xanh lam thẫm.
Số gai ở vây lưng: 13; Số tia vây ở vây lưng: 10–12; Số gai ở vây hậu môn: 2; Số tia vây ở vây hậu môn: 11–12; Số gai ở vây bụng: 1; Số tia vây ở vây bụng: 5.

## Sinh thái học
Thức ăn của C. traceyi có thể là tảo và động vật phù du. Chúng sống đơn độc hoặc hợp thành những nhóm nhỏ ở gần đáy biển. Cá đực có tập tính bảo vệ và chăm sóc trứng; trứng có độ dính và bám chặt vào nền tổ.
C. traceyi cũng xuất hiện trong ngành buôn bán cá cảnh.